# Лампа Дендери

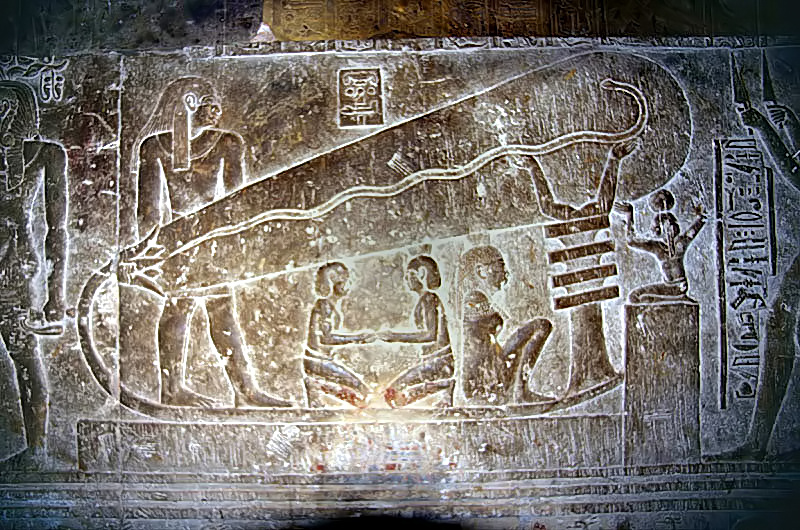
Лампа Дендери на одному з барельєфів храму Хатхор

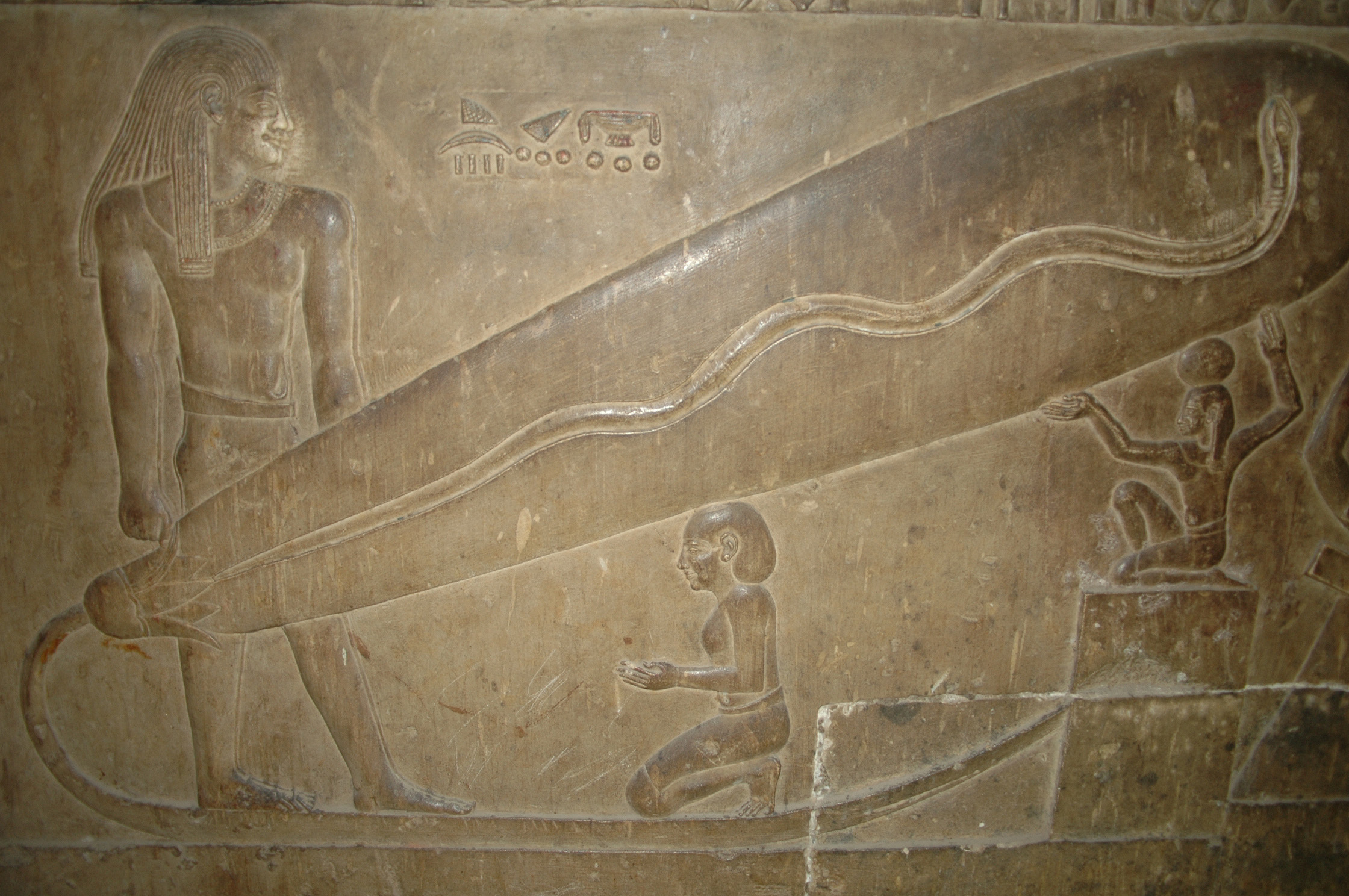
Барельєф у храмі Хатхор, місто Дендера

Лампа Дендери, Ліхтар Дендери — фрагменти барельєфів єгипетського храму Хатхор міста Дендера. Отримала свою назву за зовнішню схожість з газорозрядними світильниками, наприклад, електронною трубкою Крукса.

## Місце розташування барельєфів
Барельєфи є частиною настінних зображень храму богині Чумацького Шляху і неба, кохання, жіночності, краси, веселощів і танців — Хатхор, єгипетського міста Дендера. Розташовані в тісних приміщеннях нижче рівня підлоги храму, доступ куди ускладнений.

## Думка єгиптологів про значення зображення
На думку фахівців, барельєфи міста Дендера містять типовий набір символічних зображень єгипетської міфології. А саме, джед, або хребет бога Осіріса, і змію, яка народжується з квітки лотоса. Джед є символом стабільності і надійності. Змія, що народжується із лотоса, означає достаток, пов'язаний з щорічним розлиттям Нілу.
Зв'язок барельєфів з єгипетською міфологією випливає також із текстів що їх оточують. Переклад, здійснений Вольфгангом Вайткусом (нім. Wolfgang Waitkus), говорить лише про присвячення цих зображень ряду свят і божествам, наприклад, Тойу.

## Альтернативне уявлення про «лампу Дендери»
На відміну від панівної думки єгиптологів, існує версія, згідно з якою на барельєфі показаний древній електричний освітлювальний прилад. Ідея базується на зовнішній схожості зображення з подібними сучасними пристроями. Наприклад, трубками Гейслера або Крукса. Додатковим аргументом наводиться відсутність кіптяви від вогню світильників у гробницях, а отже наявність іншого джерела світла.

### Критика альтернативного подання
Думка про неможливість існування газорозрядних ламп у Стародавньому Єгипті ґрунтується на відсутності там необхідних технологій — зокрема таких як:
- склодувне виробництво
- вакуумні насоси
- виробництво струмопровідних та ізолювальних матеріалів
- джерела струму високої напруги.

Відсутність кіптяви пояснюється додаванням у олію, що спалювалася в лампах, солі. Цей метод був добре відомий стародавнім єгиптянам.

## Галерея

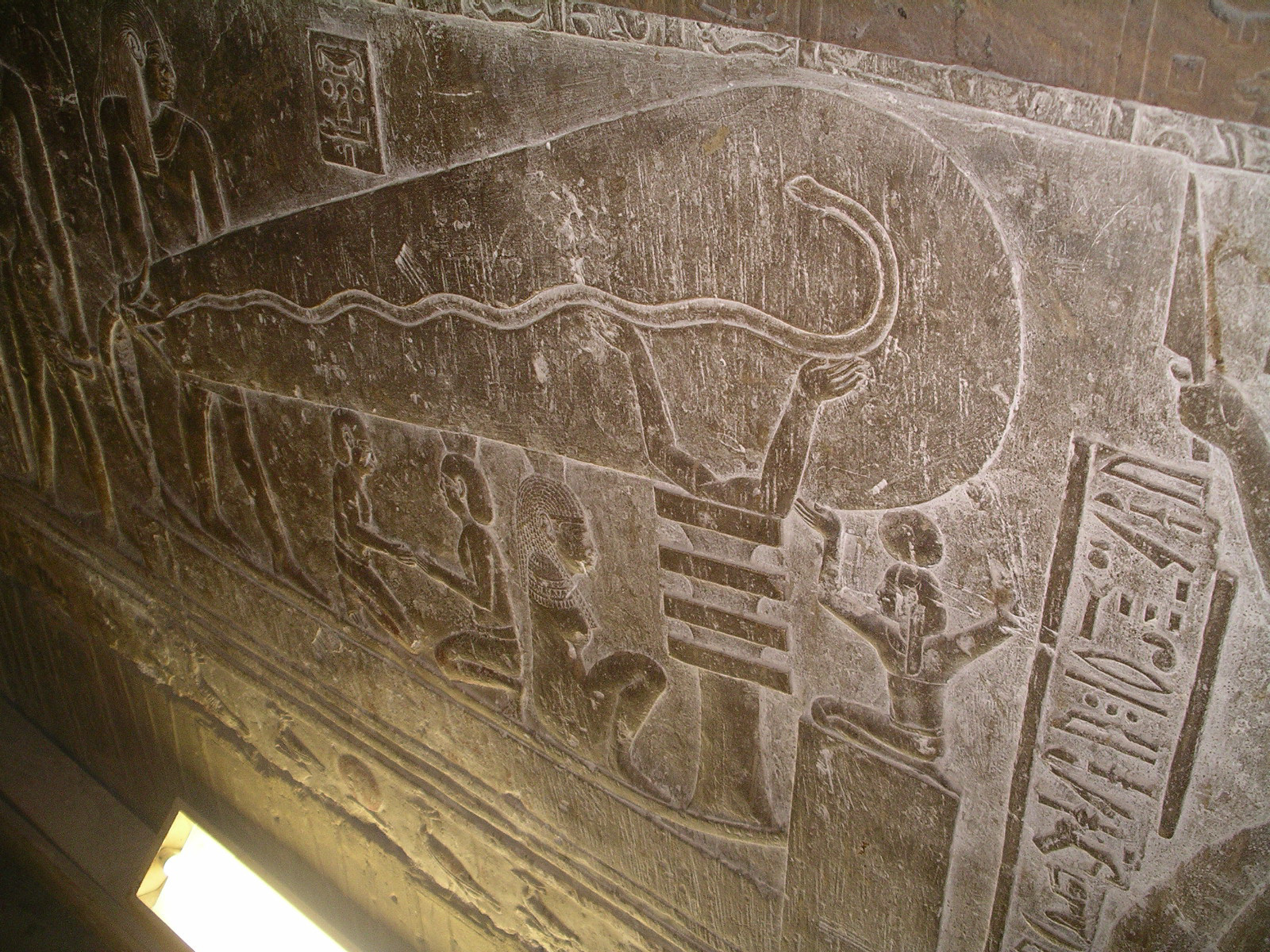
Барельєф на лівій стіні
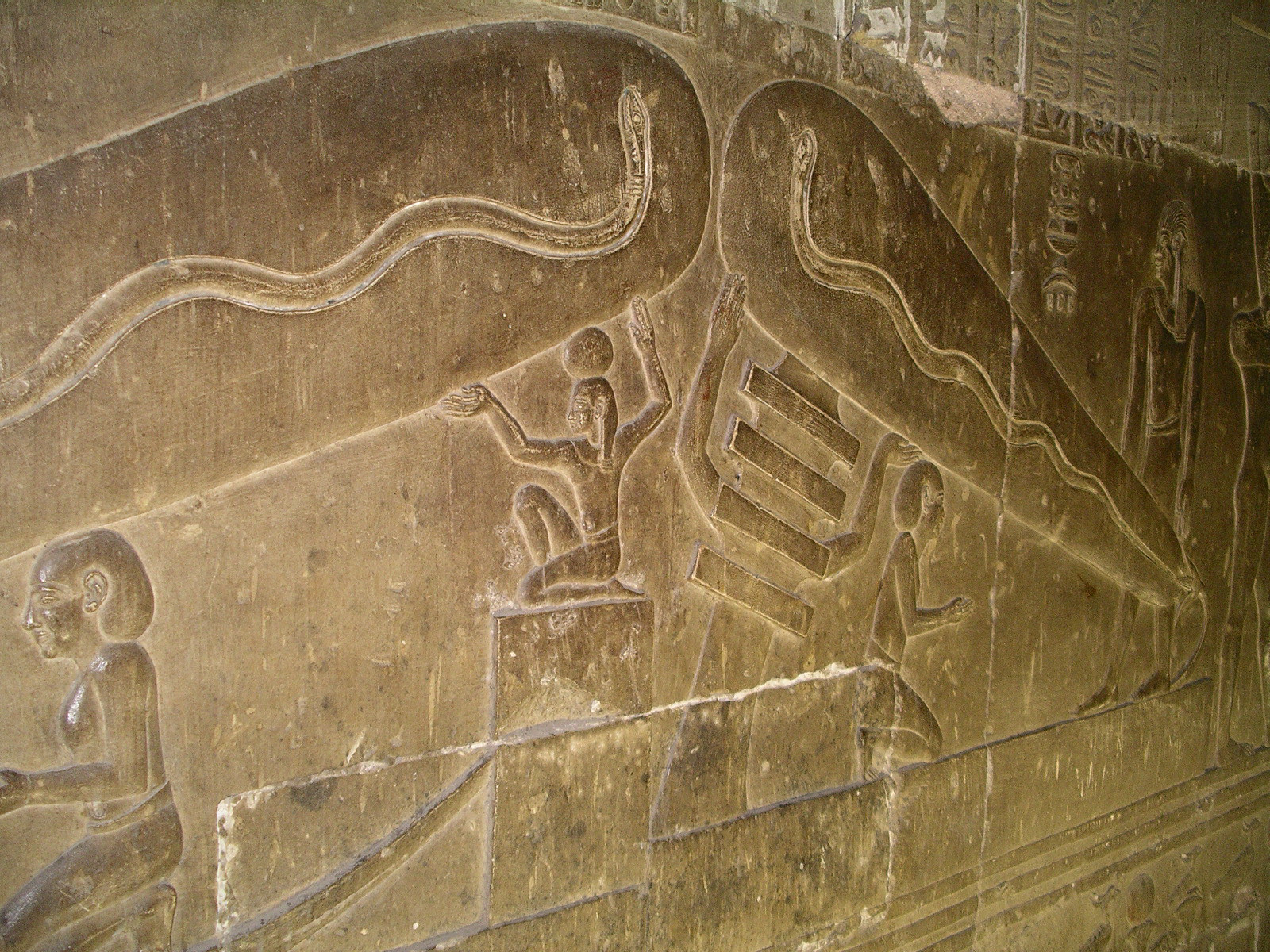
Подвійний барельєф на правій стіні: вигляд зліва.
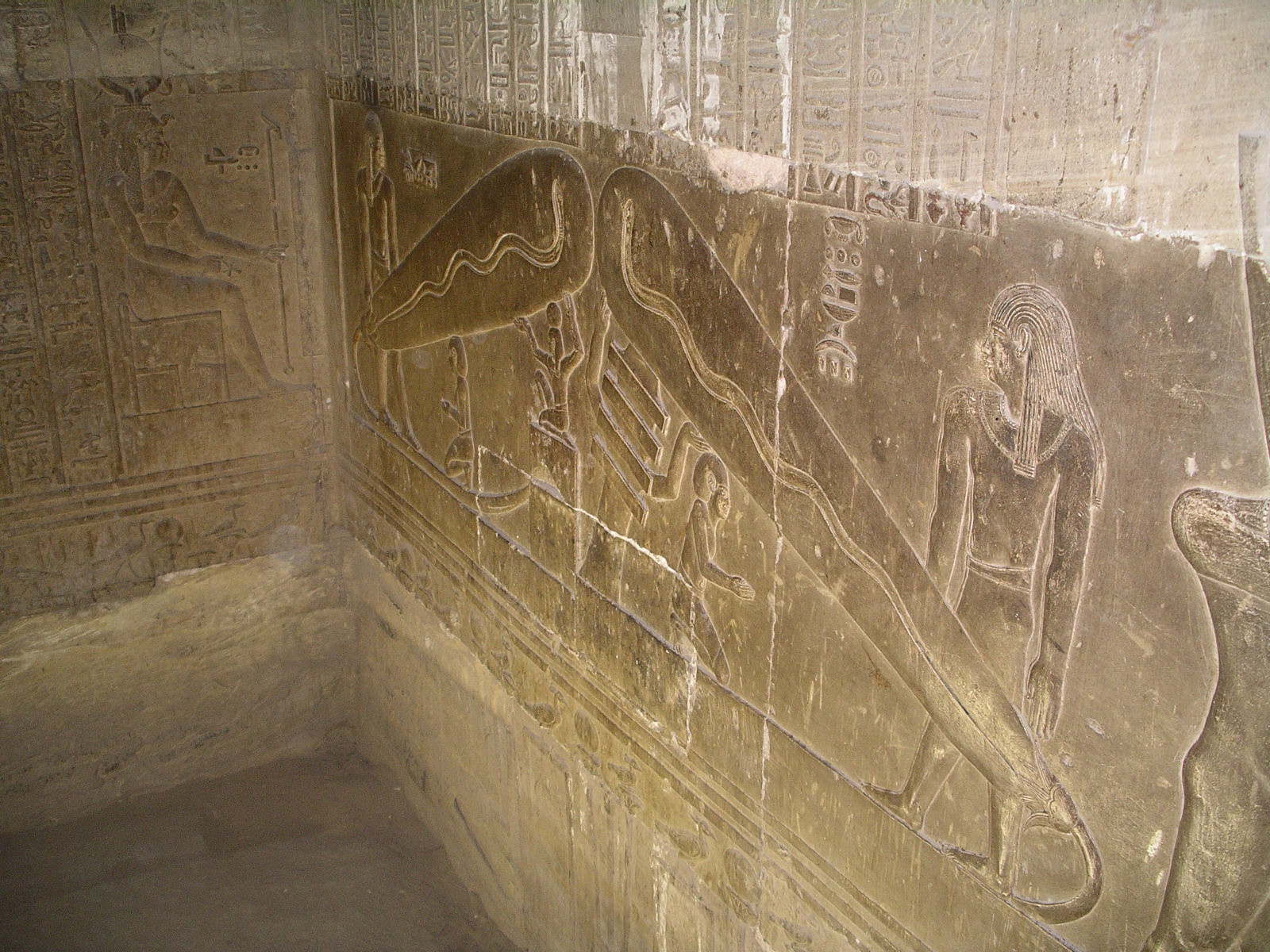
Подвійний барельєф на правій стіні: вигляд справа.